# Richard Menjivar
Richard Menjivar Peraza, né le 31 octobre 1990 dans le quartier de Panorama City à Los Angeles en Californie, est un footballeur international salvadorien, qui évolue au poste de milieu au CD Águila.
Il compte 25 sélections et 1 but en équipe nationale depuis 2013. Il joue actuellement pour les Cosmos de New York en NASL.

## Biographie

### Carrière internationale
Richard Menjivar est convoqué pour la première fois par le sélectionneur national Agustín Castillo pour un match de la Copa Centroamericana 2013 contre le Honduras le 18 janvier 2013 (1-1). Par la suite, le 7 septembre 2014, il inscrit son premier but en sélection contre le Honduras, lors de la Copa Centroamericana 2014 (victoire 1-0).
Il dispute deux Gold Cup avec l'équipe du Salvador, en 2013 et 2015. Il participe également à deux Copa Centroamericana, en 2013 et 2014.
Il compte 40 sélections et 1 but avec l'équipe du Salvador depuis 2013.

## Statistiques

### Buts en sélection
Le tableau suivant liste les résultats de tous les buts inscrits par Richard Menjivar avec l'équipe du Salvador.